# Krassimir Jankow
Krassimir Jankow (bulgarisch Красимир Янков; * 22. März 1986, englische Transkription Krasimir Jankov resp. Krasimir Yankov) ist ein bulgarischer Badmintonspieler. 

## Karriere
Krassimir Jankow war 2008 erstmals bei den nationalen Titelkämpfen in Bulgarien erfolgreich. 2009 folgten zwei weitere Titelgewinne. 2004 war er bei den Croatian Juniors erfolgreich, 2007 und 2010 bei den Balkanmeisterschaften.
Aktuell (Saison 2015/16) spielt Jankow in Österreich bei ASKÖ kelag Kärnten (Quelle: Homepage von ASKÖ kelag Kärnten).